# Liste der Kulturdenkmäler in Wehrheim
Die folgende Liste enthält die in der Denkmaltopographie ausgewiesenen Kulturdenkmäler auf dem Gebiet  der Gemeinde Wehrheim, Hochtaunuskreis, Hessen.
Hinweis: Die Reihenfolge der Denkmäler in dieser Liste orientiert sich zunächst an Ortsteilen und anschließend der Anschrift, alternativ ist sie auch nach der Bezeichnung, der vom Landesamt für Denkmalpflege vergebenen Nummer oder der Bauzeit sortierbar.
Kulturdenkmäler werden fortlaufend im Denkmalverzeichnis des Landes Hessen durch das Landesamt für Denkmalpflege Hessen auf Basis des Hessischen Denkmalschutzgesetzes (HDSchG) geführt. Die Schutzwürdigkeit eines Kulturdenkmals hängt nicht von der Eintragung in das Denkmalverzeichnis des Landes Hessen oder der Veröffentlichung in der Denkmaltopographie ab.

Das Vorhandensein oder Fehlen eines Objekts in dieser Liste ist keine rechtsverbindliche Auskunft darüber, ob es Kulturdenkmal ist oder nicht: Diese Liste entspricht möglicherweise nicht dem aktuellen Stand der offiziellen Denkmaltopographie. Diese ist für Hessen in den entsprechenden Bänden der Denkmaltopographie Bundesrepublik Deutschland und im Internet unter DenkXweb – Kulturdenkmäler in Hessen einsehbar. Auch diese Quellen sind, obwohl sie durch das Landesamt für Denkmalpflege Hessen aktualisiert werden, nicht immer aktuell, da es im Denkmalbestand immer wieder Änderungen gibt.
Eine verbindliche Auskunft erteilt allein das Landesamt für Denkmalpflege Hessen.
Nutze diese Kartenansicht, um Koordinaten in der Liste zu setzen. In dieser Kartenansicht sind Kulturdenkmale ohne Koordinaten mit einem roten bzw. orangen Marker dargestellt und können in der Karte gesetzt werden. Kulturdenkmale ohne Bild sind mit einem blauen bzw. roten Marker gekennzeichnet, Kulturdenkmale mit Bild mit einem grünen bzw. orangen Marker.

## Friedrichsthal
In Friedrichsthal sind keine Objekte in der Denkmaltopographie verzeichnet.

## Obernhain
| Bild                       | Bezeichnung                               | Lage                                                                      | Beschreibung | Bauzeit         | Objekt-Nr. |
| -------------------------- | ----------------------------------------- | ------------------------------------------------------------------------- | --- | --------------- | ---------- |
| Bild gesucht BW            | Gesamtanlage Alt-Obernhain                | Obernhain Lage                                                            | Feldbergstraße 2,4; Saalburgstraße 5,7,9,13,14,15,16; Zur Thalmühle 2 |                 | 100558 DDB |
| Bendermühle                | Bendermühle                               | Obernhain, Bendermühle LageFlur: 15, Flurstück: 47                        | |                 | 100757 DDB |
| Saalburg / Modellschanze   | Saalburg / Modellschanze                  | Obernhain, Dreimühlborn LageFlur: 12, Flurstück: 3/2                      | Im April 1914 wies Kaiser Wilhelm II. Mainzer Pioniere an, jenseits des Limes und in der Nähe des Dreimühlborns (Gemarkung Obernhain) zwei Modellschanzen nach römischen Vorbildern anzulegen. Die südliche Schanze, mit deutlich sich abzeichnendem, von einem Doppelgraben umgebenen Vierseitwall und dem im Norden liegenden Zugang, ist erhalten. | 1914            | 926194 DDB |
| weitere Bilder             | Drusenküppel                              | Obernhain, Drusenmarsch LageFlur: 15, Flurstück: 45                       | |                 | 100755 DDB |
| weitere Bilder             | Alte Schule                               | Obernhain, Feldbergstraße 2 LageFlur: 8, Flurstück: 48/2                  | | 1823            | 99701 DDB  |
| weitere Bilder             | Fachwerkhaus                              | Obernhain, Feldbergstraße 7 LageFlur: 8, Flurstück: 35/9                  | | 18. Jahrhundert | 99702 DDB  |
| weitere Bilder             | Ehrenmal                                  | Obernhain, Horst LageFlur: 7, Flurstück: 1                                | |                 | 100752 DDB |
| Bild gesucht BW            | Klingelsmühle                             | Obernhain, Klingelsmühle LageFlur: 15, Flurstück: 30                      | |                 | 100758 DDB |
| Mühlenweg 2                | Ortsmühle                                 | Obernhain, Mühlenweg 2a LageFlur: 7, Flurstück: 39/4                      | |                 | 100754 DDB |
| weitere Bilder             | Fachwerkhaus                              | Obernhain, Saalburgstraße 7 LageFlur: 8, Flurstück: 19/1                  | | 18. Jahrhundert | 99703 DDB  |
| weitere Bilder             | Fachwerkhaus                              | Obernhain, Saalburgstraße 9 LageFlur: 8, Flurstück: 20                    | | 18. Jahrhundert | 99704 DDB  |
| weitere Bilder             | ehemaliges Feuerwehrgerätehaus und Kirche | Obernhain, Saalburgstraße 14 LageFlur: 7, Flurstück: 28                   | | um 1740         | 99705 DDB  |
| Saalburgstraße 16, Spolien | Spolien                                   | Obernhain, Saalburgstraße 16, Throner Weg 2a LageFlur: 7, Flurstück: 46/5 | |                 | 99706 DDB  |

## Pfaffenwiesbach
| Bild            | Bezeichnung                                    | Lage                                                                | Beschreibung                                                                                             | Bauzeit         | Objekt-Nr. |
| --------------- | ---------------------------------------------- | ------------------------------------------------------------------- | --- | --------------- | ---------- |
| Bild gesucht BW | Gesamtanlage Schillerstraße / Nauheimer Straße | Pfaffenwiesbach Lage                                                | Lindenstraße 1,3; Schillerstraße 1,2,2,3,4,5,6,7,8,9,10,11,13,15; Nauheimer Straße 1,3,5,7,9,11,13,15,17 |                 | 738164 DDB |
| weitere Bilder  | Ehemalige Schule                               | Pfaffenwiesbach, Am Kirchberg 10 LageFlur: 1, Flurstück: 79/2       | |                 | 99707 DDB  |
| weitere Bilder  | Fachwerkwohnhaus                               | Pfaffenwiesbach, Borngasse 1 LageFlur: 1, Flurstück: 33             | | um 1700         | 99708 DDB  |
| weitere Bilder  | Wohnhaus                                       | Pfaffenwiesbach, Grüneburgstraße 6 LageFlur: 1, Flurstück: 129      | | 18. Jahrhundert | 99709 DDB  |
| weitere Bilder  | verputztes Fachwerkwohnhaus                    | Pfaffenwiesbach, Grüneburgstraße 7 LageFlur: 1, Flurstück: 117      | |                 | 99710 DDB  |
| weitere Bilder  | Katholische Pfarrkirche Sankt Georg            | Pfaffenwiesbach, Kapersburgstraße 8 LageFlur: 1, Flurstück: 57      | |                 | 737315 DDB |
| weitere Bilder  | Katholisches Pfarrhaus                         | Pfaffenwiesbach, Kapersburgstraße 13 LageFlur: 1, Flurstück: 54     | |                 | 737316 DDB |
| weitere Bilder  | Wohnhaus                                       | Pfaffenwiesbach, Kransbergerstraße 2 LageFlur: 1, Flurstück: 5      | |                 | 100560 DDB |
| weitere Bilder  | Alte Schule                                    | Pfaffenwiesbach, Lindenstraße 5 LageFlur: 1, Flurstück: 325         | | 1839–41         | 99713 DDB  |
| weitere Bilder  | Verputztes Fachwerkwohnhaus                    | Pfaffenwiesbach, Lindenstraße 7 LageFlur: 1, Flurstück: 326/1       | |                 | 100759 DDB |
| weitere Bilder  | Hofanlage                                      | Pfaffenwiesbach, Nauheimer Straße 1/3 LageFlur: 1, Flurstück: 2, 3  | |                 | 737323 DDB |
| weitere Bilder  | Wohnhaus                                       | Pfaffenwiesbach, Nauheimer Straße 10 LageFlur: 1, Flurstück: 136    | | 18. Jahrhundert | 99714 DDB  |
| weitere Bilder  | Wohnhaus                                       | Pfaffenwiesbach, Nauheimer Straße 12 LageFlur: 1, Flurstück: 130    | | 18. Jahrhundert | 99715 DDB  |
| weitere Bilder  | Wohnhaus                                       | Pfaffenwiesbach, Nauheimer Straße 13 LageFlur: 1, Flurstück: 21     | | um 1700         | 737320 DDB |
| weitere Bilder  | Fachwerkwohnhaus                               | Pfaffenwiesbach, Nauheimer Straße 15 LageFlur: 1, Flurstück: 22, 23 | |                 | 99717 DDB  |
| weitere Bilder  | Fachwerkwohnhaus                               | Pfaffenwiesbach, Nauheimer Straße 17 LageFlur: 1, Flurstück: 27/6   | |                 | 99718 DDB  |
| weitere Bilder  | Fachwerkwohnhaus                               | Pfaffenwiesbach, Schillerstraße 15 LageFlur: 1, Flurstück: 307      | |                 | 99720 DDB  |

## Wehrheim
| Bild                   | Bezeichnung                                   | Lage | Beschreibung | Bauzeit         | Objekt-Nr. |
| ---------------------- | --------------------------------------------- | --- | --- | --------------- | ---------- |
| Bild gesucht BW        | Gesamtanlage Alt-Wehrheim                     | Wehrheim Lage | Am Rathaus 3,2,5,7,9,11,13,15; Gartenstraße 1,3; Grabengasse 2,4,6; Hauptstraße 10,12,14,19,21,23; Zur Burg 1,3,5,7,8,10,12,14,16,18; Zum Stadttor 1,3 |                 | 100441 DDB |
| weitere Bilder         | Bahnhof                                       | Wehrheim, Am Bahnhof 1–3 LageFlur: 63, Flurstück: 34/11                                                                              | Einziger erhaltener Typenbahnhof der Bahnstrecke Friedrichsdorf–Albshausen. Es handelt sich um einen langgestreckten Klinkerbau, der aus der Schalterhalle, einem zum Gleis hin vortretendem Stellwerkraum und einem Güterschuppen besteht. Das Gebäude ist durch die Anhebung des ursprünglich flachen Daches und den Verputz deutlich gegenüber dem Urzustand verändert. Während der Bahnhof bei Bau in baufreier Ortsrandlage entstand, sind heute beide Seiten des Bahnhofs von Bebauung umgeben. | 1895            | 100746 DDB |
| weitere Bilder         | Steinkreuz                                    | Wehrheim, Am Kreuzstein LageFlur: 73, Flurstück: 2                                                                                   | |                 | 100756 DDB |
| Rotes Rathaus          | Rathaus                                       | Wehrheim, Am Rathaus 2 LageFlur: 11, Flurstück: 127/3                                                                                | Das Gebäude im Stil des romantischen Klassizismus orientiert sich an den mittelalterlichen Backsteinhochhäusern Norddeutschlands. Der Bau ist L-förmig ausgeführt. Die Ecke Hauptstraße/Rathausplatz ist der Haupteingang, Blickfang und mit einem Glockenturm gekrönt. Die Glocke im Turm stammt aus dem Jahr 1936. Die Spitze des Turms bildet ein Knauf und eine Wetterfahne. Der Haupteingang besteht aus einem Portal mit gotisierendem Portalbogen, der aus profilierten Kragsteinen gebildet wird. Die symmetrischen Fassaden des zweistöckigen Hauses sind durch zierliche Rundtürmchen abgegrenzt. | 1859            | 100443 DDB |
| weitere Bilder         | Ehemaliges evangelisches Pfarrhaus            | Wehrheim, Am Rathaus 15 LageFlur: 11, Flurstück: 128                                                                                 | Ehemaliges evangelisches Pfarrhaus, heute Wohnhaus. Das verputzte zweigeschossige Fachwerkhaus mit Satteldach befindet sich an der Kopfseite des Rathausplatzes. | 18. Jahrhundert | 100444 DDB |
| weitere Bilder         | Fachwerkwohnhaus                              | Wehrheim, Am Ried 13 LageFlur: 11, Flurstück: 75                                                                                     | | 18. Jahrhundert | 100566 DDB |
| Stadtmauerrest         | Stadtmauer                                    | Wehrheim, Auf der Mauer, Auf der Mauer 5 LageFlur: 12, Flurstück: 12, 77/2                                                           | |                 | 100445 DDB |
| weitere Bilder         | Jüdischer Friedhof                            | Wehrheim, Fölchen LageFlur: 86, Flurstück: 12                                                                                        | |                 | 100455 DDB |
| Bild gesucht BW        | Scheune                                       | Wehrheim, Gartenstraße 7 LageFlur: 12, Flurstück: 11/1                                                                               | | 18. Jahrhundert | 100446 DDB |
| Bild gesucht BW        | Grabengasse 4                                 | Wehrheim, Grabengasse 4 LageFlur: 11, Flurstück: 130                                                                                 | | 18. Jahrhundert | 100447 DDB |
| weitere Bilder         | Ev. Kirche mit Kirchhof                       | Wehrheim, Hauptstraße 10 LageFlur: 11, Flurstück: 125/2                                                                              | | 1779/80         | 100448 DDB |
| weitere Bilder         | Ehemaliger Nassau-Oranischer Amtshof          | Wehrheim, Hauptstraße 21 LageFlur: 12, Flurstück: 69                                                                                 | | 1711            | 100449 DDB |
| Hauptstraße 33         | Fachwerkwohnhaus Hauptstraße 33               | Wehrheim, Hauptstraße 33 LageFlur: 12, Flurstück: 63                                                                                 | | 18. Jahrhundert | 100450 DDB |
| weitere Bilder         | Fachwerkwohnhaus Hauptstraße 37               | Wehrheim, Hauptstraße 37 LageFlur: 12, Flurstück: 61/1                                                                               | | 1650/1660       | 100451 DDB |
| weitere Bilder         | Sachgesamtheit Kloster Thron                  | Wehrheim, Kloster Thron, Im Joseph, Kloster Thronermühle, Mühlgrabenfeld LageFlur: 14, 42, 90, Flurstück: 24/1, 172, 56/5, 68/3, 113 | |                 | 100452 DDB |
| Lochmühle Haupthaus    | Lochmühle                                     | Wehrheim, Lochmühle LageFlur: 42, Flurstück: 37/2, 38/2, 46/1                                                                        | |                 | 100749 DDB |
| Bild gesucht BW        | Ehemaliges Brennhaus des Kurtrierer Amtshofes | Wehrheim, Pfaffenwiesbacher Straße 4 LageFlur: 12, Flurstück: 28/4                                                                   | | 18. Jahrhundert | 738058 DDB |
| Wehrheim, Hofgut Etzel | Ehemaliger KurtriererAmtshof                  | Wehrheim, Pfaffenwiesbacher Straße 6 LageFlur: 12, Flurstück: 28/5                                                                   | Kurtrierscher Amtshof, heute Hofgut Etzel | 1632            | 738059 DDB |
| weitere Bilder         | Wohnhaus und Scheune                          | Wehrheim, Rodheimer Straße 1 LageFlur: 66, Flurstück: 37/1                                                                           | |                 | 100456 DDB |
| weitere Bilder         | Alte Schule                                   | Wehrheim, Schulstraße 3/5 LageFlur: 66, Flurstück: 1/4                                                                               | |                 | 100457 DDB |
| weitere Bilder         | Katholische Pfarrkirche                       | Wehrheim, St.-Michaels-Weg 1 LageFlur: 11, Flurstück: 106/3                                                                          | |                 | 100458 DDB |
| Katholisches Pfarrhaus | Katholisches Pfarrhaus                        | Wehrheim, St.-Michaels-Weg 2 LageFlur: 11, Flurstück: 105/3                                                                          | |                 | 100459 DDB |
| weitere Bilder         | Brunnen                                       | Wehrheim, Wiesenau 10 LageFlur: 65, Flurstück: 13/9                                                                                  | Der Brunnen in Wehrheim aus dem Jahr 1883 steht neben dem Bürgerhaus. Der Brunnen stand vorher am Hof Manck und wurde 1983 an den jetzigen Standort versetzt. 2014/15 erfolgte eine erneute Sanierung für einen Betrag von 5000 €. Nun ist der Brunnen am Stadttor aufgestellt. | 1882            | 100751 DDB |
| Zum Stadttor 11        | Ehemalige Synagoge                            | Wehrheim, Zum Stadttor 11 LageFlur: 11, Flurstück: 53                                                                                | | 1845            | 100748 DDB |
| weitere Bilder         | Fachwerkwohnhaus                              | Wehrheim, Zum Stadttor 12 LageFlur: 11, Flurstück: 156/1                                                                             | | 18. Jahrhundert | 100460 DDB |
| Zum Stadttor 17        | Fachwerkwohnhaus                              | Wehrheim, Zum Stadttor 17 LageFlur: 11, Flurstück: 49/1                                                                              | | 18. Jahrhundert | 100461 DDB |
| weitere Bilder         | Untertor mit Wachhaus                         | Wehrheim, Zum Stadttor 33 LageFlur: 11, Flurstück: 207/3, 41                                                                         | | 18. Jahrhundert | 100462 DDB |